# دينيس بوبروف
دينيس بوبروف (بالأوكرانية: Бобров Денис Сергійович)‏ هو لاعب كرة قدم أوكراني في مركز حراسة المرمى، ولد في 25 نوفمبر 1982 في لوهانسك في جمهورية لوغانسك الشعبية. لعب مع FC Myr Hornostayivka ‏.

## وصلات خارجية
- دينيس بوبروف على موقع اتحاد أوكرانيا (الإنجليزية)
- دينيس بوبروف على موقع قاعدة بيانات كرة القدم.إي يو (الإنجليزية)
- دينيس بوبروف على موقع Soccerway.com (الإنجليزية)